# 4311 Zguridi
4311 Zguridi (1978 SY6) là một tiểu hành tinh vành đai chính được phát hiện ngày 16 tháng 9 năm 1978 bởi L. V. Zhuravleva ở Nauchnyj.